# Aeroporto (Metro de Lisboa)
Aeroporto es una estación del metro de Lisboa, Portugal, administrada por Metropolitano de Lisboa E.P.E. Es uno de los extremos de línea Roja (Oriente) y permite conectar el aeropuerto con diversos puntos de Lisboa (ya que la línea tiene correspondencia con las otras tres líneas de metro de la ciudad) y también con otras ciudades del país por su conexión directa con la estación ferroviaria de Oriente.
Fue inaugurada el 17 de julio de 2012, junto con las estaciones Moscavide y Encarnação, para conectar con el tramo que llegaba hasta Oriente, que había sido el final de la línea Roja desde mayo de 1998 (cuando se realizó la Expo '98).
En su primer año de funcionamiento (desde julio de 2012) tuvo 2.2 millones de pasajeros.
La estación está ubicada en la zona de arribos del aeropuerto de Lisboa. Se encuentra equipada para poder atender a pasajeros con movilidad reducida y dispone de ascensores y escaleras mecánicas.
Funciona todos los días, de 06:30 a 1:00.

## Arquitectura y decoración
La estación fue diseñada por el arquitecto Leopoldo de Almeida Rosa.
Al igual que el resto de las estaciones de la red, Aeroporto está decorada con azulejos. El diseño en Aeroporto estuvo a cargo del caricaturista António Antunes, quien hizo más de 50 figuras en blanco y negro en paneles de piedra representando a portugueses destacados como Gago Coutinho, Sacadura Cabral, Fernando Pessoa, Amália Rodrigues y Eusébio.